# 太平洋蓼
太平洋蓼（学名：Polygonum pacificum）为蓼科蓼属下的一个种。

## 扩展阅读
- 維基物種上的相關：太平洋蓼